# Porsche 996
O Porsche Type 996 é um carro esporte, a versão do 911 Carrera vendida entre 1998 (modelos 1999) até 2004. Foi substituído pelo Type 997. Em sua estréia, apresentava a maior mudança já feita no modelo 911 desde seu lançamento, em 1963. O carro chefe destas mudanças era o motor inteiramente refrigerado a água, substituindo os motores refrigerados a ar dos modelos anteriores. Leis mais rígidas de emissão de poluentes e níveis de ruído, assim como exigências maiores tanto de refinamento e performance, fizeram a mudança necessária. Outras mudanças significativas incluíram uma carroceria mais alongada com uma pára-brisa mais inclinado, faróis assimétricos (chamados jocosamente de "ovos fritos" por parte dos fãs da marca e alguns jornalistas) e um interior completamente redesenhado. Com essas diferenças em mente, muitos "puristas" consideram o 996 um carro completamente diferente (ao menos em espírito) dos 911 que o precederam, ao invés de uma evolução do original.

## Design

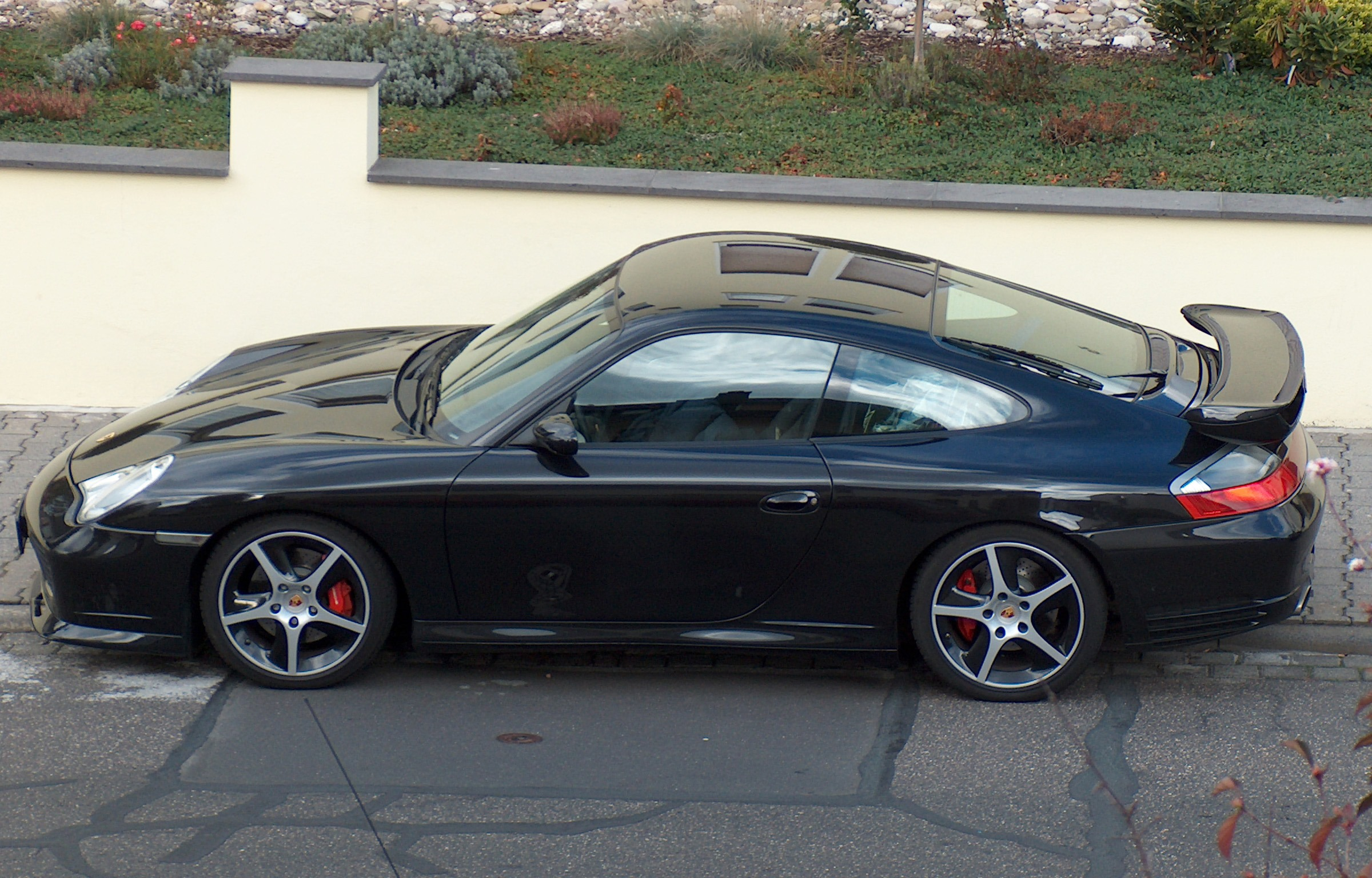
Porsche 996 com o kit "Aero"

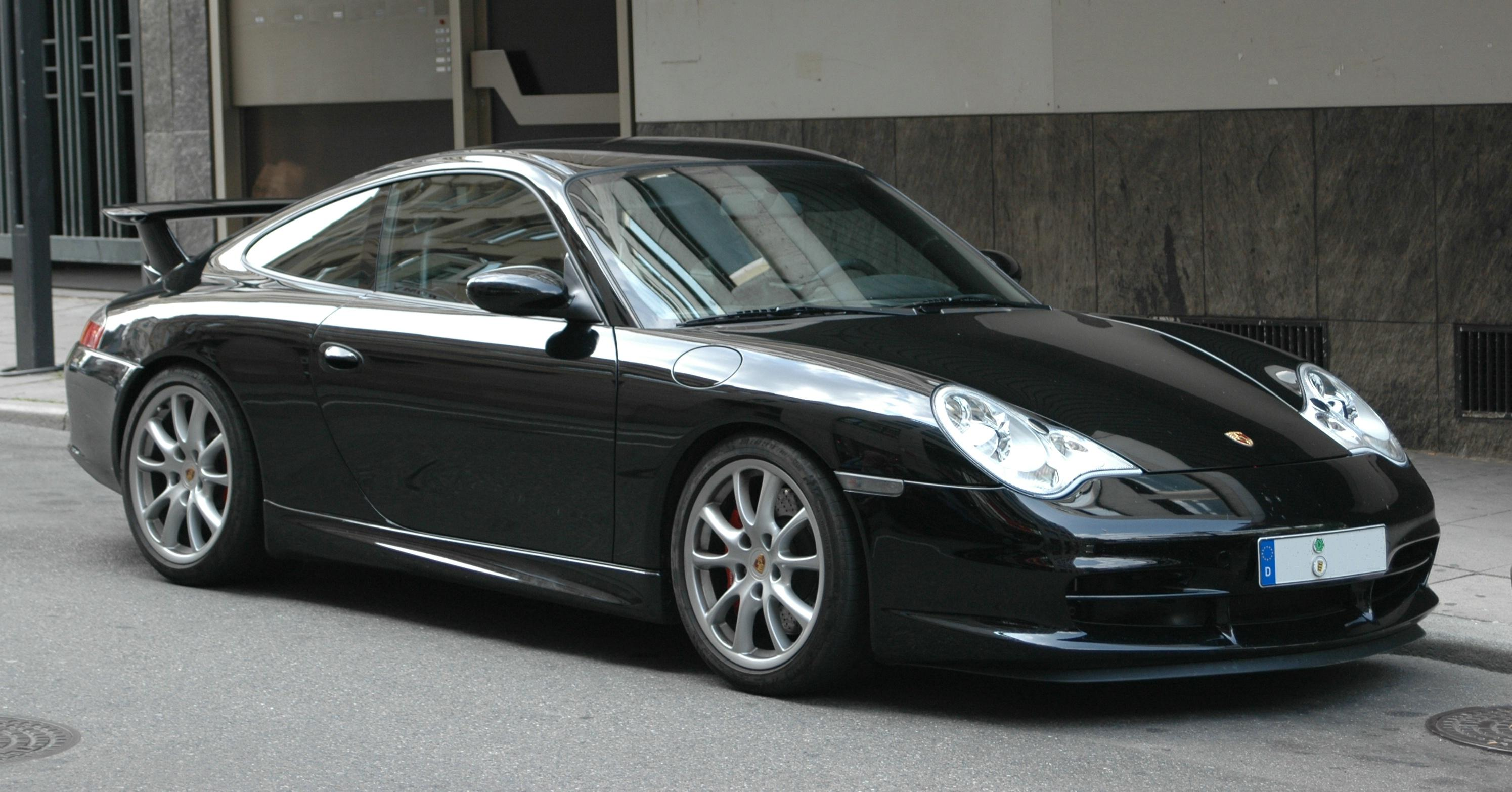
Porsche 996 GT3 (2003)

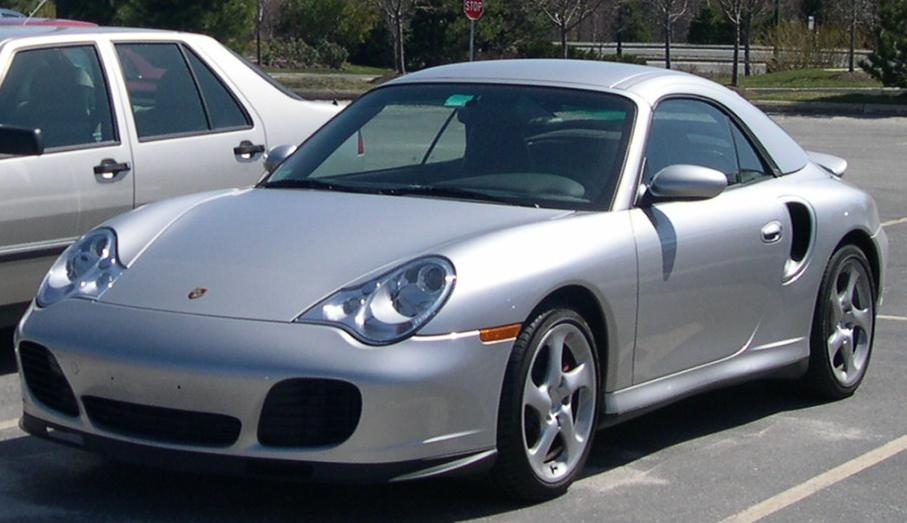
Porsche 996 turbo Cabriolet (2003)

O responsável pelo design foi Harm Lagaay. O primeiro 996s era disponível como um coupe ou cabriolet com tração traseira ou tração 4x4 e um motor 3.4L aspirado naturalmente produzindo 300 cavalos de potência (224 kW). Em 2000, a Porsche montou o 996 Turbo, equipado com tração 4x4 e um motor 3.6L Twin Turbo que produzia 415 cavalos de potência (309 kW), fazendo com que o carro seja capaz de ir de 0 a 100 em 3.9 segundos. Um kit de upgrade denominado "X50" estava disponível na montadora desde 2002, aumentando a potência para 450 cavalos de potência (336 kW) trazendo menores revisões para o Turbo e o programa de controle do motor. A Porsche montou o Turbo "S" em 2004, aumentando mais ainda os upgrades de motor "X50". Em 2002, os modelos iniciais precisavam de menos pre-styling, incluindo a mudança dos farois Turbo-style e uma nova grade frontal. E também, a capacidade do motor foi aumentada para 3.6L, ganhando mais 20 cavalos de potência (15 kW) para os modelos que não tinham Turbo. 2002 marcou o início da produção do 996 baseado no Targa, incluindo um teto solar como o seu antecessor, o 993.

## Variações GT

### 996 GT3 (1999–2004)

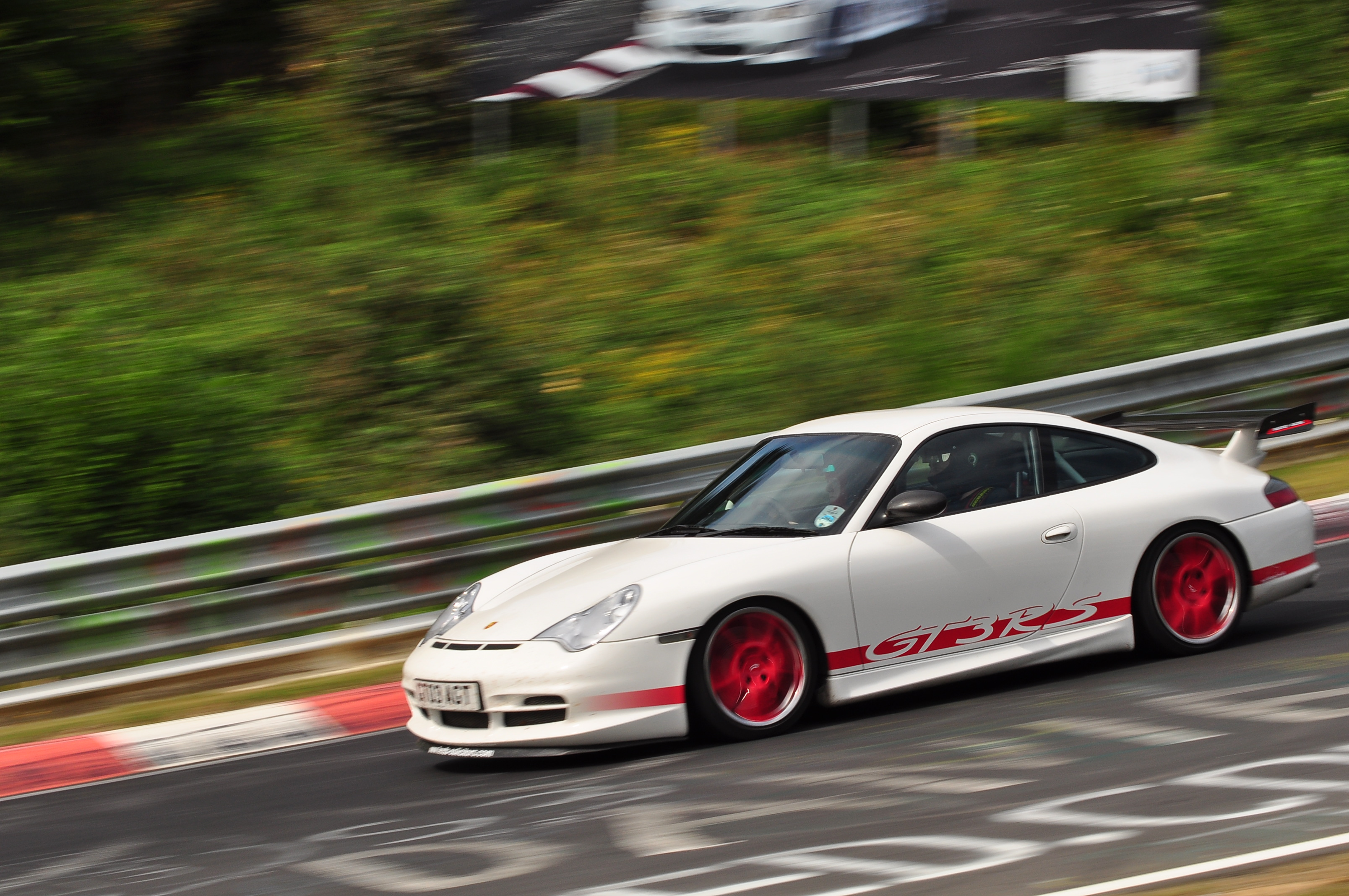
996 GT3 RS (2003).

A Porsche apresentou uma versão de rua do GT3, derivada diretamente da versão de competição. Conhecido simplesmente por GT3, o carro apresentava materiais leves dentro e fora, inclusive com janelas mais finas. Mais leve do que os 911 normais, ele foi planejado para melhor dirigibilidade e performance. A suspensão era mais baixa e dura comparada aos outros 996, levando a um ótimo manejo e a um ótimo raio de curva, sendo um carro bem firme. De maior significância era o motor usado no 996. Ao invés de utilizar uma versão dos motores à água dos outros 996, ele usava um motor aspirado derivado do protótipo de corrida Porsche 911 GT1-98, que usava materiais leves em sua composição, permitindo uma maior taxa de rotações por minuto.